# Alexander Domínguez
Alexander Domínguez   (Esmeraldas, 5 de juny de 1987) és un futbolista equatorià.
Fou internacional amb la selecció de l'Equador amb la qual participà en el Mundial de 2014.
Pel que fa a clubs, defensà els colors de LDU Quito, CF Monterrey i Vélez Sarsfield.